# 英国军事情报局
军事情报局（英語：Directorate of Military Intelligence）是1873年至1964年之间英国的一个情报机构。

## 历史
英国军事情报局的雏形的是1854年托马斯·贝斯特·杰维斯少校在克里米亚战争中成立的地形与统计局。
1873年，英国政府在军需总局内成立情报分局，初始的编制为7名军官。最初，军需总局的情报分局仅负责收集情报，但在亨利·布拉肯伯里的领导下，该部门逐渐关注规划工作。然而，尽管这些措施使其成为萌芽中的总参谋部门，情报分局依然只是一个纯粹的咨询机构，这严重限制了它的影响力。情报分局于1888年被改为由副总参谋长领导，亨利·布拉肯伯里的头衔变更为军事情报主管。
1895年，沃尔斯利被任命为英国陆军总司令后，他要求军需总局的情报分局的负责人直接向他汇报。在1899年第二次布尔战争爆发时，军需总局的情报分局有13名军官。在战争爆发之前，该部门对布尔人的军事潜力做出了非常准确的总结，并成为英国陆军部中唯一没有在随后的皇家委员会中被批评的部门。在布尔战争的直接影响下，军需总局的情报分局得以扩大，其负责人升任为动员和军事情报总主管。
1904年，根据埃舍尔报告，英国政府对陆军部进行了大规模重组，军需总局的情报分局改组为军事行动局，由陆军部领导，负责规划和情报工作。
在1910年到1915年之间，军事行动局被改组为军事行动局和军事情报局。
1922年，英国政府将军事行动局和军事情报局合并为军事行动和情报局。
1939年，军事行动和情报局拆分为军事行动和计划局、军事情报局。
1964年，当陆军部被纳入国防部时，军事情报局被并入英国国防情报局。

## 部门
在第一次世界大战期间，英国的情报机构被划分为若干个编号部门，称为军事情报局第×处，缩写为MI×，例如MI1负责信息管理。在部门的整个存在期间，其分支、部门、科室和小组的编号有所变化，具体如下表所示：
| 名字 | 一战                                                                                               | 二战                                                                                           | 现状                                  |
| ---- | -------------------------------------------------------------------------------------------------- | ---------------------------------------------------------------------------------------------- | ------------------------------------- |
| MI1  | 负责秘书、总务工作，包括： - MI1b：拦截和密码分析。 - MI1c：刺探外国情报的部门。                   | 管理                                                                                           | 约1919年重组 MI1b是政府通信总部的前身 |
| MI2  | 地理信息（美洲、拉美国家、巴尔干、奥斯曼帝国、外高加索、阿拉伯、非洲（不包括法国和西班牙的领地）） | 有关中东、远东、斯堪的纳维亚、美国、苏联、中美洲和南美洲的信息。                               | 这些职能于1941年被并入MI3。           |
| MI3  | 地理信息（其他欧洲国家）                                                                           | 有关东欧和波罗的海国家（以及1941年夏季之后的苏联、斯堪的纳维亚和芬兰）的信息。                 | 职能于1945年并入MI6                   |
| MI4  | 地形信息和军事地图                                                                                 | 处理地理和地图的部门。                                                                         | 1940年4月转交给军事行动局             |
| MI5  | 反间谍和与以及对民众执行军事政策、纪律                                                             | 安全局（负责反情报工作）                                                                       | 仍在运作                              |
| MI6  | 处理军事部门的财务、处理经济情报和人事记录、监控武器走私。                                         | 秘密情报局                                                                                     | 仍在运作                              |
| MI7  | 新闻审查和宣传                                                                                     | 新闻和宣传                                                                                     | 大约在1940年5月转交给信息部。         |
| MI8  | 电缆审查                                                                                           | 信号拦截和通信安全。                                                                           | 运行至1961年。                        |
| MI9  | 邮件审查                                                                                           | 处理从敌占区逃脱的英国战俘的事务、协助其逃生和躲避抓捕（也包括对敌方战俘的审讯，直至1941年）。 | 运行至1945年                          |
| MI10 | 外国军事武官                                                                                       | 全球技术情报                                                                                   | 二战后并入MI16                        |
| MI11 | | 军事安全。                                                                                     | 二战结束时解散                        |
| MI12 | | 与信息部的审查机构联络，军事审查。                                                             |                                       |
| MI13 | | （未使用）                                                                                     |                                       |
| MI14 | | 德国及其占领区（航空摄影）                                                                     | 运行至1943年春季                      |
| MI15 | | 航空摄影。1943年春季，航空摄影移交给空军部，MI15改为防空情报。                                 | 二战期间运作。                        |
| MI16 | | 科学情报（成立于1945年）                                                                       |                                       |
| MI17 | | 军事情报局局长秘书处（1943年4月起）。                                                          |                                       |
| MI18 | | （未使用）                                                                                     |                                       |
| MI19 | | 审讯敌方战俘（1941年12月由MI9成立）。                                                          | 二战期间运作。                        |
| 其他 | MIR：有关俄罗斯、西伯利亚、中亚、波斯、阿富汗、中国、日本、泰国和印度的信息                        | MI（JIS）：与联合情报委员会的子小组联合情报人员有关的"轴心计划人员"。                          |                                       |
|      | | MI L：武官。                                                                                   |                                       |
|      | | MI L(R)：俄罗斯联络。                                                                          |                                       |